# Bundesstraße 209
Pour les articles homonymes, voir Route 209.
La Bundesstraße 209 est une Bundesstraße des Länder de Basse-Saxe et de Schleswig-Holstein.

## Géographie
La B 209 devient une voie à sens unique dans le centre-ville de Walsrode. C'est un goulot d'étranglement dans la circulation, ce qui entraîne des retards lors des heures de pointe.
À Artlenburg, la B 209 passe sur le canal latéral à l'Elbe. Le pont est combiné à un barrage.

## Histoire
Jusqu'au 1er juillet 1989, une section entre Bad Fallingbostel et Soltaureprésente la Bundesstraße 209. En raison du tracé parallèle à la Bundesautobahn 7, cette section est déclassée en une section de l'actuelle Landstraße 163. À Bad Fallingbostel, l'accès à l’autoroute portait la désignation B 209a. Avec l'établissement entre Bad Fallingbostel et Soltau le 1er juillet 1989, la voie de desserte autoroutière devient la voie directe vers la B 209. Toutefois, elle est encore parcourue séparément aujourd'hui.

## Source
- (de) Cet article est partiellement ou en totalité issu de l’article de Wikipédia en allemand intitulé « Bundesstraße 209 » (voir la liste des auteurs).